# Oi Kentaro
Kentaro Oi (sinh ngày 14 tháng 5 năm 1984) là một cầu thủ bóng đá người Nhật Bản.

## Sự nghiệp câu lạc bộ
Kentaro Oi đã từng chơi cho Júbilo Iwata, Shonan Bellmare và Albirex Niigata.